# شبنم مقدمی
شبنم مقدمی (زادهٔ ۳ فروردین ۱۳۵۱ در تهران)، بازیگر و روایتگر (نریتور) ایرانی است. او با سه دهه حضور مستمر در تئاتر، سینما، تلویزیون، رادیو و همچنین تولید کتاب‌های صوتی، مشارکتی گسترده در صنعت سینما و سرگرمی داشته و جوایز متعددی از جمله دو سیمرغ بلورین و سه جایزه حافظ را از آن خود کرده است. مقدمی از بازیگران کم‌حاشیه و پرکار ایران است که از اواخر دههٔ هشتاد مورد توجه و ستایش منتقدان سینما قرار گرفته و همچنین رضایت مخاطبان را نیز جلب کرده است.
فعالیت حرفه‌ای مقدمی از دهه هفتاد با بازیگری تئاتر آغاز شده است. به شهادت آثاری که در آن‌ها حضور داشته او بازیگری است که عمق و وجوه مختلف شخصیت‌ها را به نمایش می‌گذارد. این قابلیت به همراه تعهدش به این حرفه او را به بازیگری برجسته بدل ساخته است. طیف گسترده نقش‌های او در گونه‌های متنوع (طنز، درام، تاریخی و…) و همچنین قابلیت انطباق با رسانه‌های مختلف (تئاتر، سینما، تلویزیون و رادیو) به همراه دقت به ریزه‌کاریهای نقش و به‌کارگیری گویش‌های مختلف موجب شده تا از او با عنوان بازیگر هزار چهره یاد شود.
مقدمی تا کنون منتخب حدود بیست نامزدی و برندهٔ بیش از ده جایزه بازیگری بوده است. وی تجربه سال‌ها فعالیت در رادیو، نقش آفرینی در شمار کثیری فیلم سینمایی و سریال تلویزیونی و حضور مستمر بر صحنه تئاتر را دارد.

## کودکی و تحصیلات
شبنم مقدمی سوم فروردین ماه سال ۱۳۵۱ در تهران در خانواده‌ای اهل فرهنگ، هنر و ادب متولد شد. پدر او مهندس برق و مادرش کارمند عالی‌رتبهٔ دانشگاه تهران بوده‌اند و یک برادر کوچک‌تر به نام بهنام دارد. او در سال ۱۳۸۳ با علیرضا آرا که تا به امروز شریک زندگی اوست ازدواج می‌کند.
مقدمی از همان دوران کودکی در کلاس‌های بازیگری ثبت‌نام می‌کند و در سال‌های دبیرستان با گروه کودک رادیو آشنا می‌شود و کارهای پراکنده‌ای را نیز تجربه می‌کند. با این حال مقدمی تحصیلات متوسطه را در رشته علوم تجربی به پایان می‌رساند و در دانشگاه نیز از رشته ادبیات فارسی در مقطع کارشناسی فارغ‌التحصیل می‌شود.
اما در نهایت علاقه خود به بازیگری را با شرکت در مدرسه فیلمنامه‌نویسی حوزه هنری زیر نظر اساتید مطرح پی می‌گیرد و پس از آن با گذراندن دوره‌های آموزشی در مدرسهٔ بازیگری امین تارخ فصل جدیدی را در زندگی خود آغاز می‌کند.

## زندگی حرفه‌ای

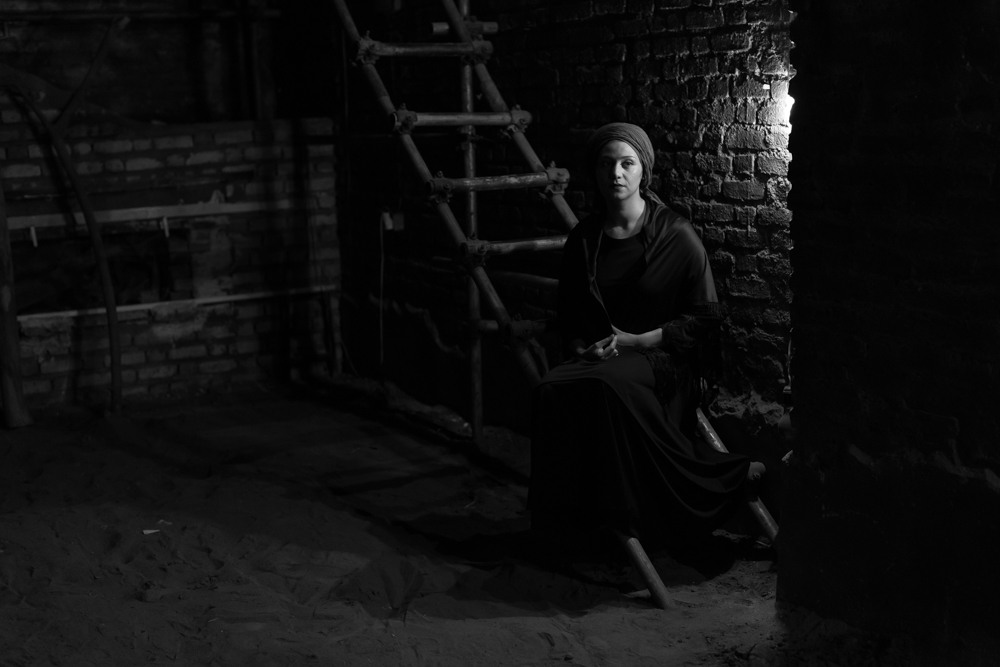
شبنم مقدمی، تماشاخانه آو، ۱۳۹۱

### اولین تجربه‌های بازیگری
مقدمی از میانهٔ دههٔ هفتاد شمسی با عضویت در «گروه تئاتر شایا» فعالیت در فضای حرفه‌ای تئاتر را با بازی در نمایش خانهٔ کاغذی به کارگردانی شهرام کرمی آغاز کرد و پس از آن بازیگری حرفه‌ای تئاتر را در کنار کارگردان‌های سرشناسی چون حمید امجد، محمد رحمانیان، مسعود رایگان و کیومرث مرادی ادامه داده است.
از اجراهای او می‌توان به نمایش‌هایی چون «زائر»، «پل»، «بی‌شیر و شکر»، «سکوت میراث من است»، «ترمینال»، «باغ مرگ»، «نامه‌هایی به تِب»، «قاتل بی‌رحم، هسه کارلسون»، «شرق شرق است!»، «تونل» و «مرغ دریایی من» اشاره کرد. او در سال‌های ۱۳۸۴ و ۱۳۸۷ به عنوان بهترین بازیگر زن سال از سوی خانهٔ تئاتر ایران معرفی شده است.

### فعالیت هنری با رادیو
مقدمی هم‌زمان با بازیگری تئاتر به عنوان گوینده و مجری-بازیگر در رادیو نیز فعال بوده. او به دلیل تحصیل در رشته ادبیات فارسی و علاقه‌اش به ادبیات، در اجرای برنامه‌های ادبی مستعد بوده است. مقدمی در رادیو جوان، رادیو ایران و رادیو فرهنگ فعالیت داشته و از میان برنامه‌های رادیویی‌اش می‌توان به «هفت شنبه»، «سه‌شنبه خط‌خطی»، «صدای عبرت» و «هفت ترانه» اشاره کرد که برنامه‌های نام آشنایی برای مخاطبان رادیو هستند. علاوه بر این مقدمی با «رادیو سوینا» (سینمای ویژهٔ نابینایان) نیز همکاری داشته است.

### بر پردهٔ سینما

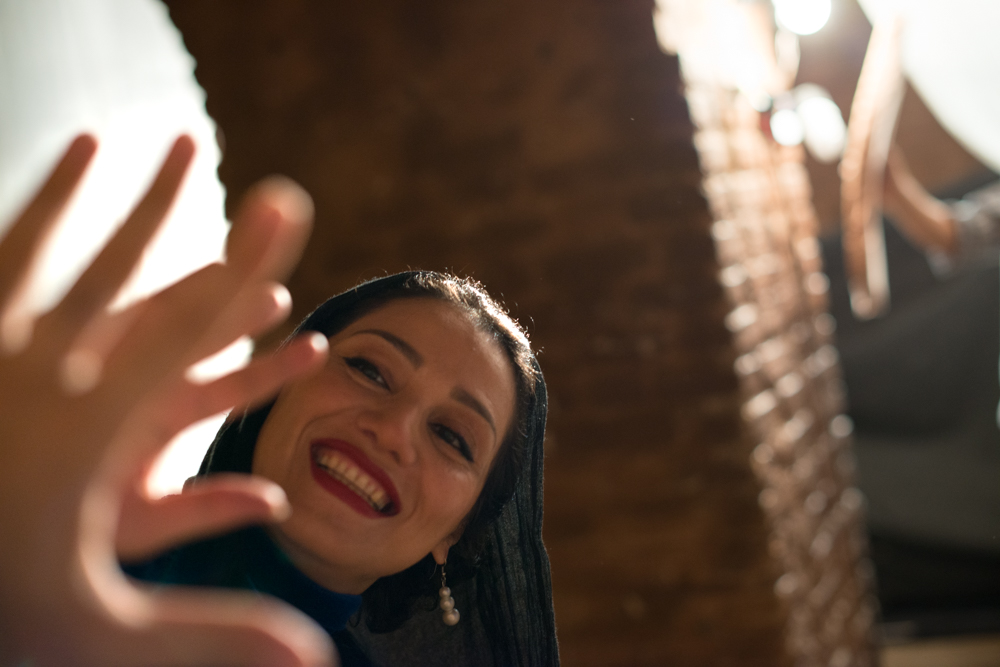
شبنم مقدمی، پشت صحنه

مقدمی فعالیت در سینما را نیز از اواسط دههٔ هفتاد شمسی با فیلم زخمی به کارگردانی کامران قدکچیان آغازکرد. اما می‌توان گفت فعالیت‌های سینمایی مقدمی با حضور در فیلم به نام پدر به کارگردانی ابراهیم حاتمی‌کیا جدی‌تر شد و در این فیلم کیفیت بازی او مورد توجه واقع شد و راه را برای بازی در نقش‌های چالش برانگیزتر برای او هموار ساخت.
او تا به امروز با کارگردان‌های سرشناسی از جمله اصغر فرهادی، ایرج کریمی، سیروس مقدم، رضا میرکریمی، مازیار میری، حمید امجد، جعفر پناهی، ابراهیم حاتمی‌کیا، کمال تبریزی، سعید روستایی و عباس کیارستمی همکاری داشته است.
کارنامهٔ بازیگری شبنم مقدمی بسیار متنوع است. تجربهٔ نقش آفرینی در ژانرهای گوناگون (درام، کمدی، تاریخی و غیره) حکایت از قابلیت تطبیق‌پذیری و توان بازیگری او دارد. علاوه بر این، او از اعضای دائمی انجمن بازیگران جامعهٔ اصناف سینمای ایران (خانه سینمای ایران) است.
از میان فیلم‌هایی که شبنم مقدمی در آن‌ها بازی کرده است، می‌توان به فرش‌ایرانی، گزارش یک جشن، پاداش سکوت، فرزند خاک، همیشه پای یک زن در میان است، کودک و فرشته، زیر آب، امروز، نفس، زاپاس، ابد و یک روز، آباجان، خجالت نکش، شبی که ماه کامل شد، و شیرین اشاره کرد.

### حضور در تلویزیون
شبنم مقدمی پس از چندین تجربه سینمایی، در دههٔ ۸۰ مجدداً به تلویزیون بازمی‌گردد. در سال ۸۵ در سریال محبوب زیر تیغ ایفای نقش می‌کند و در کنار بازیگران سرشناسی چون پرویز پرستویی، فاطمه معتمدآریا و آتیلا پسیانی بازی در این سریال را تجربه می‌کند. او همچنین در سال ۸۷ در مجموعهٔ تلوزیونی پس از سال‌ها حضور می‌یابد.
مقدمی در سال ۹۳ (یکسال پس از دریافت اولین سیمرغ خود) هیچ کار سینمایی‌ای را قبول نمی‌کند و به‌جای آن در سه سریال حضور می‌یابد و سریال‌های پر مخاطب هفت سنگ و مدینه را برای تلویزیون و سریال ابله ساخته کمال تبریزی را در شبکه خانگی بازی می‌کند.
از دیگر سریال‌های او می‌توان به هیولا، خاتون، بی‌گناه، مردم معمولی و شبکه مخفی زنان اشاره کرد.

### صداپیشگی
با سالیان سال فعالیت در رادیو و اجرای نمایشنامه‌های رادیویی می‌توان گفت که کارنامهٔ حرفه‌ای مقدمی با صداپیشگی عجین شده است. او در مجموعه تلویزیونی «یکی بود یکی نبود» به کارگردانی رضا فیاضی نیز که برای صدا و سیمای مرکز خوزستان به ۱۳۸۴ تهیه شد، صداپیشهٔ عروسک بوده است و در اپیزود سوم پویانمایی چهار قسمتی نام‌ها به کارگردانی رضا میرکریمی، صداپیشهٔ پروین داعی‌پور همسر حسن باقری است.
مقدمی در سال‌های اخیر، فعالیت خود در این زمینه را گسترش داده و اینبار صداپیشگی را در راستای تهیهٔ نسخه‌های صوتی آثار شاخصی چون «چراغ‌ها را من خاموش می‌کنم» اثر زویا پیرزاد و کتاب قصه‌های شیخ عطار اثر مهدی آذر یزدی (از مجموعهٔ قصه‌های خوب برای بچه‌های خوب) به کار گرفته است. علاوه بر این او فیلم کلاسیک «بربادرفته» اثر مارگارت میچل، ساختهٔ ویکتور فلمینگ و فیلم سینمایی «دلشدگان» ساختهٔ علی حاتمی را برای رادیو سوینا (سینمای ویژه نابینایان که هر ماه، ۲ فیلم سینمایی کلاسیک خاطره‌انگیز را با همراهی هنرمندان توضیح‌دار می‌کند) پرده‌خوانی کرده است.

### درخشش و شکوفایی

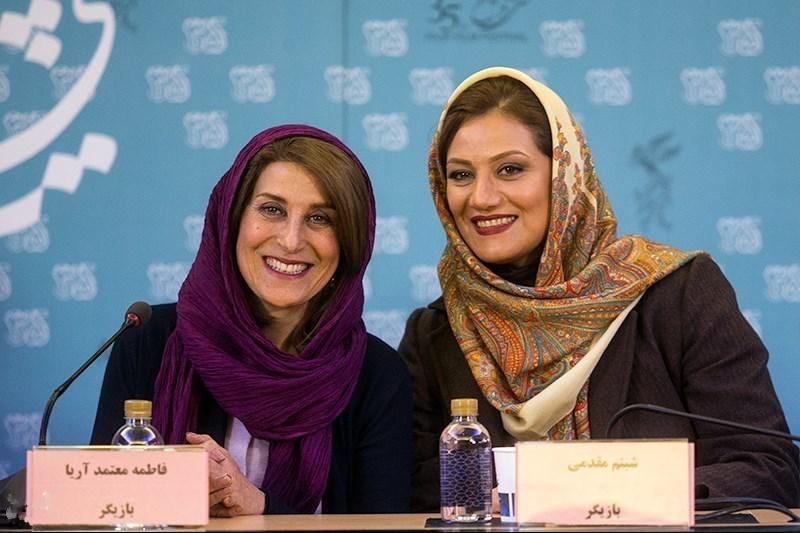
شبنم مقدمی در کنار فاطمه معتمدآریا در سی و پنجمین دوره جشنواره فیلم فجر

علیرغم حضور مستمر شبنم مقدمی بر صحنهٔ تئاتر و دریافت جوایز متعدد در این مدیوم در دو دههٔ ۷۰ و ۸۰، دههٔ ۹۰ را می‌توان اوج شکوفایی شبنم مقدمی در نظر گرفت. او در سال ۱۳۹۲ اولین سیمرغ بلورین بهترین بازیگر نقش مکمل زن را از سی و دومین جشنواره فجر برای بازی در فیلم سینمایی امروز دریافت می‌کند و در سال ۱۳۹۴ دومین سیمرغ بلورین بهترین بازیگر نقش مکمل زن را برای بازی در دو فیلم سینمایی نفس و زاپاس در سی و چهارمین جشنواره فجر کسب می‌کند.
بانوی هزار چهرهٔ سینمای ایران در سال۱۳۹۵ برای بازی در فیلم آباجان نامزد دریافت سیمرغ بلورین بهترین بازیگر نقش مکمل زن از سی و پنجمین دورهٔ جشنوارهٔ فیلم فجر شد و به سال ۱۳۹۶ نامزد دریافت سیمرغ بهترین بازیگر نقش اول زن برای فیلم خجالت نکش شد. در سال ۱۳۹۸ اینبار نامزد بهترین بازیگر نقش مکمل زن از بیست و یکمین جشن خانه سینما برای فیلم شبی که ماه کامل شد می‌شود. علاوه بر اینها جوایز متعدد دیگری نیز در همین دهه از جشن انجمن منتقدان سینما، جشنواره بین‌المللی جام‌جم و جشن حافظ دریافت می‌کند.

## فعالیت‌های دیگر و کنشگری اجتماعی
شبنم مقدمی علاوه بر بازیگری در عرصه اجتماع نیز فعال است. او در زمره هنرمندانی است که اجرای نمایشنامه خوانی را به نفع زنان بی‌سرپرست، کودکان سرطانی و زلزله زدگان به کار گرفته است. مقدمی عضو بنیاد خیریه برکت است و در این زمینه نیز به نفع نیازمندان به اجرای نمایشنامه خوانی پرداخته.
مقدمی سخنرانی تأثیرگذاری نیز در بخش «تداکس» زیر مجموعهٔ همایش‌های «تِد» دارد که در آن تجربیات چالش‌برانگیز زندگی خود را با دیگران به اشتراک می‌گذارد و به این تجربیات همچون راهی برای مواجهه با مشکلات و موانع پیش رو در زندگی می‌نگرد. سخنرانی او تلاشی است صادقانه برای گسترش امید و یافتن مسیری معنادار در زندگی.
علاوه بر این او همواره از پلتفرم پرمخاطبش برای آگاهی بخشی دربارهٔ مسائل مهم اجتماعی استفاده کرده است.

## چالش‌ها
شهرت مقدمی دردسرهایی نیز برای او در پی داشته است. برای مثال سال ۱۳۹۹در برنامهٔ هم‌رفیق پیشنهاد بداههٔ مقدمی برای حضور در کنار گروه موسیقی بمرانی و همخوانی با آنها (که باعث شد برنامه شکل جذاب‌تری به خود بگیرد) واکنش برانگیز شد و موجب شد که ناگهان برنامهٔ او از آرشیو بن سازهٔ (پلتفرم) نماوا بدون هیچ توضیحی حذف شود.
علاوه بر این در سال ۱۴۰۱ طلاب قم از ۱۵ بازیگر زن ایرانی از جمله شبنم مقدمی شکایت کردند. اتهام این بازیگران جریحه‌دار کردن عفت عمومی بواسطه نوع پوشش در معابر و مجالس عمومی و صفحات شخصی اینستاگرام ذکر شده بود. این طرح شکایت موجب واکنش‌های گسترده‌ای در شبکه‌های اجتماعی و رسانه‌ها شد و در نهایت در مرداد ۱۴۰۱ از طرف قوه قضائیه عدم صلاحیت برای این شکایت و قرار منع تعقیب برای این بازیگران صادر شد.

## آثار
| فیلم‌های سینمایی و تلویزیونی (بازیگر) | فیلم‌های سینمایی و تلویزیونی (بازیگر) | فیلم‌های سینمایی و تلویزیونی (بازیگر) | فیلم‌های سینمایی و تلویزیونی (بازیگر) | فیلم‌های سینمایی و تلویزیونی (بازیگر) | فیلم‌های سینمایی و تلویزیونی (بازیگر) |                |            |  |        |
| سال                                  | عنوان                                | کارگردان                             | نقش                                  | توضیحات | منابع                                |                |            |  |        |
| ------------------------------------ | ------------------------------------ | ------------------------------------ | ------------------------------------ | --- | ------------------------------------ | -------------- | ---------- |  | ------ |
| سال                                  | عنوان                                | کارگردان                             | نقش                                  | ۱۳۷۶ | زخمی                                 | کامران قدکچیان | همسر یعقوب |  | [ ۳۸ ] |
| ۱۳۷۸                                 | خواب‌های گم شده خواجو                 | رضا مهیمنی                           |                                      | تله فیلم، شبکه ۱ سیما | [ ۹ ]                                |                |            |  |        |
| ۱۳۷۹                                 | از صمیم قلب                          | بهرام کاظمی                          |                                      | | [ ۳۹ ]                               |                |            |  |        |
| ۱۳۸۰                                 | زیستن                                | رضا سبحانی                           | فالگیر                               | این فیلم در جشنواره توکیو به نمایش درآمد. | [ ۹ ]                                |                |            |  |        |
| ۱۳۸۰                                 | سفر خوش                              | افشین صادقی                          |                                      | تله فیلم | [ ۹ ]                                |                |            |  |        |
| ۱۳۸۴                                 | به نام پدر                           | ابراهیم حاتمی‌کیا                     | پزشک                                 | | [ ۴ ]                                |                |            |  |        |
| ۱۳۸۵                                 | پاداش سکوت                           | مازیار میری                          | خواهر اکبر                           | | [ ۴۱ ]                               |                |            |  |        |
| ۱۳۸۵                                 | فرش ایرانی                           | جعفر پناهی                           |                                      | فرش ایرانی مجموعه ۱۵ فیلم کوتاه از کارگردانان مختلف است. نام فیلم کوتاه جعفر پناهی با بازی شبنم مقدمی گره‌گشائی است.                                                                                      | [ ۹ ]                                |                |            |  |        |
| ۱۳۸۵                                 | هدیه شب عید                          | وحید نیکخواه                         |                                      | تله فیلم | [ ۴۲ ]                               |                |            |  |        |
| ۱۳۸۵–۱۳۸۶                            | همیشه پای یک زن در میان است          | کمال تبریزی                          | استاد دانشگاه                        | | [ ۴۳ ]                               |                |            |  |        |
| ۱۳۸۶                                 | خشاب خالی                            | مسعود آب‌پرور                         |                                      | تله فیلم، شبکه ۱ سیما | [ ۴۴ ]                               |                |            |  |        |
| ۱۳۸۶                                 | سایه‌های آرزو                         | محمد ابراهیم سلطانی                  |                                      | تله فیلم، شبکه ۱ سیما | [ ۴۵ ]                               |                |            |  |        |
| ۱۳۸۶–۱۳۸۷                            | فرزند خاک                            | محمدعلی باشه‌آهنگر                    |                                      | | [ ۹ ]                                |                |            |  |        |
| ۱۳۸۷                                 | شیرین                                | عباس کیارستمی                        |                                      | مقدمی یکی از ۱۱۳ بازیگری است که در این فیلم بازی می‌کنند. | [ ۹ ]                                |                |            |  |        |
| ۱۳۸۷                                 | کودک و فرشته                         | مسعود نقاش زاده                      |                                      | حضور در جشنواره فیلم‌های ایرانی در شهر حیدرآباد، هند | [ ۹ ]                                |                |            |  |        |
| ۱۳۸۷                                 | راز                                  | سعید اسعدی                           |                                      | تله فیلم، شبکه ۱ سیما | [ ۴۷ ]                               |                |            |  |        |
| ۱۳۸۷                                 | روابط                                | ایرج کریمی                           |                                      | تله فیلم، شبکه ۱ سیما | [ ۴۸ ]                               |                |            |  |        |
| ۱۳۸۷                                 | آوای نخلستان                         | سیامک شایقی                          |                                      | تله فیلم | [ ۴۹ ]                               |                |            |  |        |
| ۱۳۸۷                                 | محبوبه                               | وحید نیکخواه‌آزاد                     | هما                                  | تله فیلم، شرکت در ششمین دورهٔ جشنوارهٔ فیلم کودک و نوجوان مادرید، اسپانیا | [ ۵۱ ]                               |                |            |  |        |
| ۱۳۸۸                                 | زیر آب                               | سپیده فارسی                          |                                      | | [ ۵۲ ]                               |                |            |  |        |
| ۱۳۸۸                                 | عطش                                  | کامبیز کاشفی                         |                                      | تله فیلم | [ ۵۳ ]                               |                |            |  |        |
| ۱۳۸۹                                 | یک داستان کوتاه و چند داستان دیگر    | حجت قاسم‌زاده اصل                     |                                      | تله فیلم | [ ۵۴ ]                               |                |            |  |        |
| ۱۳۸۹                                 | چهار حرفی                            | جمشید محمودی                         |                                      | تله فیلم | [ ۵۵ ]                               |                |            |  |        |
| ۱۳۸۹                                 | فقط بیست                             | مسعود کرامتی                         |                                      | | [ ۵۶ ]                               |                |            |  |        |
| ۱۳۸۹                                 | گزارش یک جشن                         | ابراهیم حاتمی‌کیا                     |                                      | توقیف شده است. | [ ۵۷ ]                               |                |            |  |        |
| ۱۳۹۰                                 | بوسیدن روی ماه                       | همایون اسعدیان                       | طاهره                                | این فیلم با تنظیم رادیویی و گویندگی ملیحه شبانیان از رادیو نمایش پخش شد. | [ ۵۹ ]                               |                |            |  |        |
| ۱۳۹۰                                 | پیدا و پنهان                         | حجت قاسم‌زاده اصل                     |                                      | تله فیلم، شبکه ۴ سیما | [ ۶۰ ]                               |                |            |  |        |
| ۱۳۹۰                                 | ابرهای ارغوانی                       | سیامک شایقی                          |                                      | | [ ۲ ]                                |                |            |  |        |
| ۱۳۹۰                                 | آزمایشگاه                            | حمید امجد                            | مادر اشکان                           | | [ ۲ ]                                |                |            |  |        |
| ۱۳۹۱                                 | گس                                   | کیارش اسدی‌زاده                       | سیمین                                | برنده تندیس شوالیه گروه بازیگران از هشتمین جشنواره فیلم رم۲۰۱۳ و حضور موفق در جشنواره‌های گوتبرگ سوئد، کلکته هند، دهلی هند، کمبریج لندن و مصر. این فیلم در ایران بعد از ۴ سال امکان نمایش عمومی پیدا کرد. | [ ۶۱ ]                               |                |            |  |        |
| ۱۳۹۱                                 | قصهٔ من و دوچرخهٔ بابام                | فیاض موسوی                           |                                      | تله فیلم، شبکه ۲ سیما | [ ۶۲ ]                               |                |            |  |        |
| ۱۳۹۲                                 | بلوک۹ خروجی۲                         | علیرضا امینی                         |                                      | | [ ۶۳ ]                               |                |            |  |        |
| ۱۳۹۲                                 | امروز                                | رضا میرکریمی                         | خانم مجد                             | این فیلم به عنوان نماینده ایران در بخش فیلم خارجی‌زبان هشتاد و هفتمین دوره جوایز اسکار معرفی شد. | [ ۶۵ ]                               |                |            |  |        |
| ۱۳۹۴                                 | آن‌ها                                 | احسان سلطانیان                       | مهرناز                               | | [ ۶۶ ]                               |                |            |  |        |
| ۱۳۹۴                                 | نفس                                  | نرگس آبیار                           | زن عمو                               | | [ ۶۷ ]                               |                |            |  |        |
| ۱۳۹۴                                 | یک روز طولانی                        | بابک بهرام بیگی                      | نیلوفر                               | | [ ۶۸ ]                               |                |            |  |        |
| ۱۳۹۴                                 | سایه                                 | مسعود نوابی                          |                                      | | [ ۶۸ ]                               |                |            |  |        |
| ۱۳۹۴                                 | ابد و یک روز                         | سعید روستایی                         | اعظم                                 | | [ ۶۹ ]                               |                |            |  |        |
| ۱۳۹۵–۱۳۹۴                            | زاپاس                                | برزو نیک‌نژاد                         | خورشید                               | این فیلم محصول سال ۱۳۹۴ است اما در ۲ تیر ۱۳۹۵ در سینماهای ایران اکران شد | [ ۷۰ ]                               |                |            |  |        |
| ۱۳۹۵                                 | شکلاتی                               | سهیل موفق                            |                                      | | [ ۷۱ ]                               |                |            |  |        |
| ۱۳۹۵                                 | خاله قورباغه                         | افشین هاشمی                          | صدای خاله قورباغه                    | موزیکالِ عروسکی | [ ۷۲ ]                               |                |            |  |        |
| ۱۳۹۵                                 | اکسیدان                              | حامد محمدی                           | شهره جون                             | | [ ۷۳ ]                               |                |            |  |        |
| ۱۳۹۵                                 | آباجان                               | هاتف علیمردانی                       | شمسی                                 | | [ ۷۴ ]                               |                |            |  |        |
| ۱۳۹۵                                 | سیاه سرفه                            | رضا توفیق جو                         | مرجان                                | فیلم کوتاه | [ ۷۵ ]                               |                |            |  |        |
| ۱۳۹۶                                 | خجالت نکش                            | رضا مقصودی                           | صنم                                  | | [ ۷۶ ]                               |                |            |  |        |
| ۱۳۹۶                                 | درساژ                                | پویا بادکوبه                         | مادر گلسا                            | | [ ۷۷ ]                               |                |            |  |        |
| ۱۳۹۷                                 | خداحافظ دختر شیرازی                  | افشین هاشمی                          | شبنم                                 | | [ ۷۸ ]                               |                |            |  |        |
| ۱۳۹۷                                 | کلمبوس                               | هاتف علیمردانی                       | هاله                                 | | [ ۷۹ ]                               |                |            |  |        |
| ۱۳۹۷                                 | زهرمار                               | جواد رضویان                          | لیلا                                 | | [ ۸۰ ]                               |                |            |  |        |
| ۱۳۹۷                                 | شبی که ماه کامل شد                   | نرگس آبیار                           | عصمت                                 | | [ ۸۱ ]                               |                |            |  |        |
| ۱۳۹۸                                 | زنبور کارگر                          | افشین صادقی                          | الهام فروزنده                        | | [ ۸۲ ]                               |                |            |  |        |
| ۱۳۹۸                                 | ستاره بازی                           | هاتف علیمردانی                       | راحله                                | | [ ۸۳ ]                               |                |            |  |        |
| ۱۴۰۰                                 | در انتهای روز                        | بابک بهرام بیگی                      |                                      | به درخواست مهدی کوهیان تهیه‌کننده فیلم به سازمان سینمایی، نام فیلم داستانی «چهره به چهره» به «در انتهای روز» تغییر کرد.                                                                                   | [ ۸۴ ]                               |                |            |  |        |
| ۱۴۰۰                                 | ماه در تکه آینه                      | الهام حسامی                          |                                      | فیلم مستند، پشت صحنهٔ فیلم شبی که ماه کامل شد | [ ۸۵ ]                               |                |            |  |        |
| ۱۴۰۱                                 | شهر هرت                              | کریم امینی                           | پرستو                                | | [ ۸۶ ]                               |                |            |  |        |
| ۱۴۰۲                                 | نوروز                                | سهیل موفق                            |                                      | |                                      |                |            |  |        |
| ۱۴۰۳                                 | خجالت نکش۲:جدایی قنبر از صنم         | رضا مقصودی                           | صنم                                  | |                                      |                |            |  |        |

### مجموعه‌های تلویزیونی و شبکه نمایش خانگی
| مجموعه‌های تلویزیونی (بازیگر) | مجموعه‌های تلویزیونی (بازیگر) | مجموعه‌های تلویزیونی (بازیگر)                  | مجموعه‌های تلویزیونی (بازیگر) | مجموعه‌های تلویزیونی (بازیگر) |                  |                |             |       |
| سال                          | عنوان                        | کارگردان                                      | شبکه پخش                     | منابع                        |                  |                |             |       |
| ---------------------------- | ---------------------------- | --------------------------------------------- | ---------------------------- | ---------------------------- | ---------------- | -------------- | ----------- | ----- |
| سال                          | عنوان                        | کارگردان                                      | شبکه پخش                     | ۱۳۷۶                         | گل‌های آفتابگردان | مسعود شاه‌محمدی | شبکه ۱ سیما | [ ۹ ] |
| ۱۳۷۷                         | همشاگردی‌ها                   | مسعود شاه محمدی، احمد نجیب‌زاده                | شبکه ۱ سیما                  | [ ۸۷ ]                       |                  |                |             |       |
| ۱۳۷۷                         | چشم‌به‌راه                     | اصغر فرهادی                                   | شبکه ۵ سیما                  | [ ۸ ]                        |                  |                |             |       |
| ۱۳۷۸                         | داستان یک شهر                | اصغر فرهادی                                   | شبکه ۵ سیما                  | [ ۸ ]                        |                  |                |             |       |
| ۱۳۷۹                         | چای قندپهلو                  | ناصر هاشمی                                    | شبکه ۲ سیما                  | [ ۸۸ ]                       |                  |                |             |       |
| ۱۳۸۰                         | تازه چه خبر همسایه           | بهروز بقایی                                   | شبکه ۲ سیما                  | [ ۹ ]                        |                  |                |             |       |
| ۱۳۸۱                         | آتیه                         | ارژنگ امیرفضلی                                | شبکه ۱ سیما                  | [ ۹ ]                        |                  |                |             |       |
| ۱۳۸۳                         | باجناغ‌ها                     | فرهاد آئیش                                    | شبکه ۵ سیما                  | [ ۸۹ ]                       |                  |                |             |       |
| ۱۳۸۴                         | پای پیاده                    | اصغر توسلی                                    | شبکه ۵ سیما                  | [ ۹۰ ]                       |                  |                |             |       |
| ۱۳۸۴                         | راه شب                       | داریوش فرهنگ                                  | شبکه ۳ سیما                  | [ ۸ ]                        |                  |                |             |       |
| ۱۳۸۵                         | زیر تیغ                      | محمدرضا هنرمند                                | شبکه ۱ سیما                  | [ ۹۱ ]                       |                  |                |             |       |
| ۱۳۸۷                         | پس از سال‌ها                  | اکبر خواجویی                                  | شبکه ۳ سیما                  | [ ۲ ]                        |                  |                |             |       |
| ۱۳۸۸                         | آشپزباشی                     | محمدرضا هنرمند                                | شبکه ۱ سیما                  | [ ۲ ]                        |                  |                |             |       |
| ۱۳۸۹                         | ستاره‌های سربی                | محمدرضا آهنج                                  | شبکه ۲ سیما                  | [ ۹۲ ]                       |                  |                |             |       |
| ۱۳۹۰                         | سقوط یک فرشته                | بهرام بهرامیان                                | شبکه ۱ سیما - مناسبتی رمضان  | [ ۹۳ ]                       |                  |                |             |       |
| ۱۳۹۰                         | بچه‌ها نگاه می‌کنند            | حمیدرضا صلاحمند                               | شبکه ۲ سیما - نوروز ۱۳۹۰     | [ ۲ ]                        |                  |                |             |       |
| ۱۳۹۱                         | جلال‌الدین                    | شهرام اسدی، آرش معیریان                       | شبکه ۱ سیما - پخش سال ۱۳۹۳   | [ ۹۴ ]                       |                  |                |             |       |
| ۱۳۹۳                         | مدینه                        | سیروس مقدم                                    | شبکه ۱ سیما - مناسبتی رمضان  | [ ۹۵ ]                       |                  |                |             |       |
| ۱۳۹۳                         | هفت سنگ                      | علیرضا بذرافشان                               | شبکه ۳ سیما - مناسبتی رمضان  | [ ۹۵ ]                       |                  |                |             |       |
| ۱۳۹۵                         | چرخ فلک                      | عزیزالله حمیدنژاد بهرام عظیم‌پور احسان عبدی‌پور | شبکه ۱ سیما                  | [ ۹۶ ]                       |                  |                |             |       |
| ۱۳۹۶                         | عقیق                         | بهرنگ توفیقی                                  | شبکه ۳ سیما - مناسبتی محرم   | [ ۹۷ ]                       |                  |                |             |       |
| ۱۳۹۹                         | دوپینگ                       | رضا مقصودی                                    | شبکه ۳ سیما - مجموعه نوروزی  | [ ۹۸ ]                       |                  |                |             |       |
| ۱۴۰۴                         | شیش ماهه                     | مهران مدیری                                   | شبکه ۳                       |                              |                  |                |             |       |

| مجموعه‌های شبکهٔ نمایش خانگی (بازیگر) | مجموعه‌های شبکهٔ نمایش خانگی (بازیگر) | مجموعه‌های شبکهٔ نمایش خانگی (بازیگر) | مجموعه‌های شبکهٔ نمایش خانگی (بازیگر) | مجموعه‌های شبکهٔ نمایش خانگی (بازیگر) |             |      |        |
| سال                                 | عنوان                               | کارگردان                            | نقش                                 | منابع                               |             |      |        |
| ----------------------------------- | ----------------------------------- | ----------------------------------- | ----------------------------------- | ----------------------------------- | ----------- | ---- | ------ |
| سال                                 | عنوان                               | کارگردان                            | ۱۳۹۳                                | ابله                                | کمال تبریزی | پرپر | [ ۹۹ ] |
| ۱۳۹۸                                | هیولا                               | مهران مدیری                         | شهره شرافت                          | [ ۱۰۰ ]                             |             |      |        |
| ۱۴۰۰                                | خاتون                               | تینا پاکروان                        | فخرالنسا                            | [ ۱۰۱ ]                             |             |      |        |
| ۱۴۰۰                                | مردم معمولی                         | رامبد جوان                          | باربارا برازنده                     | [ ۱۰۲ ]                             |             |      |        |
| ۱۴۰۱                                |                                     |                                     |                                     |                                     |             |      |        |
| شبکه مخفی زنان                      | افشین هاشمی                         | سلطان                               | [ ۱۰۳ ]                             |                                     |             |      |        |
| بی‌گناه                              | مهران احمدی                         | فروغ فرشباف                         | [ ۱۰۴ ]                             |                                     |             |      |        |
| سرگیجه                              | بهرنگ توفیقی                        | پریسا                               | [ ۱۰۵ ]                             |                                     |             |      |        |
| ۱۴۰۲                                | صداتو                               | حامد جوادزاده                       | کمک‌کننده                            | [ ۱۰۶ ]                             |             |      |        |
| ۱۴۰۴                                | خجالت نکش                           | رضا مقصودی                          | صنم                                 | [ ۱۰۷ ]                             |             |      |        |

### تئاتر
| اجراهای نمایشی (بازیگر) | اجراهای نمایشی (بازیگر)        | اجراهای نمایشی (بازیگر)         | اجراهای نمایشی (بازیگر)                                                           | اجراهای نمایشی (بازیگر) |            |            |                          |       |
| سال                     | عنوان                          | کارگردان                        | محل اجرا                                                                          | منابع                   |            |            |                          |       |
| ----------------------- | ------------------------------ | ------------------------------- | --------------------------------------------------------------------------------- | ----------------------- | ---------- | ---------- | ------------------------ | ----- |
| سال                     | عنوان                          | کارگردان                        | محل اجرا                                                                          | ۱۳۷۷                    | خانهٔ کاغذی | شهرام کرمی | تهران، فرهنگسرای ابن‌سینا | [ ۹ ] |
| ۱۳۷۸                    | شهر آدم، شهر حیوان             | شهرام کرمی                      | تهران، تئاترشهر، تالار شماره۲                                                     | [ ۹ ]                   |            |            |                          |       |
| ۱۳۷۸                    | سه سال و ۲/۱                   | امیر آقایی                      | تهران، تئاترشهر، تالار شماره۲                                                     | [ ۹ ]                   |            |            |                          |       |
| ۱۳۷۹                    | داستان باور نکردنی سه آدمکش    | بنفشه توانایی                   | تهران، تئاترشهر، تریای تالار چهارسو                                               | [ ۹ ]                   |            |            |                          |       |
| ۱۳۷۹                    | نمکی                           | بابک توسلی                      | تهران، تئاترشهر، تالار قشقایی همدان، جشنواره کودک و نوجوان                        | [ ۹ ]                   |            |            |                          |       |
| ۱۳۸۰                    | هتل عروس                       | سیما تیرانداز                   | تهران، تئاترشهر، تالار شماره۲                                                     | [ ۹ ]                   |            |            |                          |       |
| ۱۳۸۰                    | بازرس                          | علیرضا کوشک جلالی               | تهران، تئاترشهر، تالار اصلی                                                       | [ ۹ ]                   |            |            |                          |       |
| ۱۳۸۲                    | پل                             | محمد رحمانیان                   | تهران، تئاترشهر، تالار چهارسو                                                     | [ ۹ ]                   |            |            |                          |       |
| ۱۳۸۲                    | برخورد نزدیک از نوع آخر        | سیما تیرانداز                   | تهران، تئاترشهر، تالار قشقایی                                                     | [ ۹ ]                   |            |            |                          |       |
| ۱۳۸۲                    | زائر                           | حمید امجد                       | تهران، تئاترشهر، تالار چهارسو                                                     | [ ۹ ]                   |            |            |                          |       |
| ۱۳۸۲                    | زنی که زیاد می‌دانست            | علی رضا اولیایی                 | تهران، تئاترشهر، تالار شماره۲                                                     | [ ۹ ]                   |            |            |                          |       |
| ۱۳۸۳                    | ماده ۱۱۳۳                      | سعید شاپوری                     | تهران، تئاترشهر، تالار سایه                                                       | [ ۹ ]                   |            |            |                          |       |
| ۱۳۸۳                    | کسی که هیچ‌کس نمی‌دانست کیست     | داریوش فائزی                    | تهران، تماشاخانه مهر                                                              | [ ۹ ]                   |            |            |                          |       |
| ۱۳۸۳                    | ۳۱/۶/۷۷                        | علی رضا نادری                   | تهران، تئاترشهر، تالار چهارسو                                                     | [ ۹ ]                   |            |            |                          |       |
| ۱۳۸۳                    | بی‌شیر و شکر                    | حمید امجد                       | تهران، تئاترشهر، تالار قشقایی                                                     | [ ۹ ]                   |            |            |                          |       |
| ۱۳۸۳                    | در                             | علی رضا اولیایی و علی محمدرحیمی | تهران، تئاتر شهر، تالار نو                                                        | [ ۹ ]                   |            |            |                          |       |
| ۱۳۸۳                    | بر فراز برجک‌ها                 | رحیم نوروزی                     | تهران، تالار مولوی                                                                | [ ۹ ]                   |            |            |                          |       |
| ۱۳۸۴                    | کبوتری ناگهان                  | عباس غفاری                      | تهران، تئاتر شهر، تالار نو و آلمان، تماشاخانه روئر، جشنواره شب‌های سپید، سال۲۰۰۶   | [ ۹ ]                   |            |            |                          |       |
| ۱۳۸۴                    | کودکی من                       | علیرضا اولیایی داریوش فائزی     | تهران، تالار مولوی                                                                | [ ۹ ]                   |            |            |                          |       |
| ۱۳۸۴                    | قضیه تراخیس                    | افشین هاشمی                     | تهران، تالار مولوی                                                                | [ ۹ ]                   |            |            |                          |       |
| ۱۳۸۴                    | روزهایی که به یادت گذشت        | سعید شاپوری                     | تهران، تئاترشهر، تالار شماره۲                                                     | [ ۹ ]                   |            |            |                          |       |
| ۱۳۸۴                    | خداوند یحیی را در جلیل می‌خواند | سعید شاپوری                     | تهران، تئاترشهر، تالار سایه                                                       | [ ۹ ]                   |            |            |                          |       |
| ۱۳۸۵                    | تندباد خیال                    | اعظم بروجردی                    | تهران، تالار مولوی، تالار اصلی                                                    | [ ۹ ]                   |            |            |                          |       |
| ۱۳۸۵                    | بیوه‌های غمگین سالار جنگ        | هادی عامل                       | تهران، تئاتر شهر، تالار نو                                                        | [ ۹ ]                   |            |            |                          |       |
| ۱۳۸۵                    | طناب                           | علی‌محمد رحیمی                   | تهران، تئاترشهر، تالار سایه                                                       | [ ۹ ]                   |            |            |                          |       |
| ۱۳۸۵                    | سمفونی درد                     | حسین پاکدل                      | تهران، تئاترشهر، تالار سایه و آلمان، تماشاخانه روئر، جشنواره راه ابریشم، سال۲۰۰۷  | [ ۹ ]                   |            |            |                          |       |
| ۱۳۸۵                    | سکوت میراث تبار من است         | علیرضا اولیایی                  | تهران، تئاترشهر، تالار شماره۲                                                     | [ ۹ ]                   |            |            |                          |       |
| ۱۳۸۵                    | نور زمستانی                    | سعید شاپوری                     | تهران، تئاترشهر، تالار سایه                                                       | [ ۹ ]                   |            |            |                          |       |
| ۱۳۸۶                    | جنون محض                       | جلال تهرانی                     | اجرا نشده است                                                                     | [ ۹ ]                   |            |            |                          |       |
| ۱۳۸۶                    | بی‌قراری                        | سعید شاپوری                     | آلمان، تماشاخانه روئر، جشنواره راه ابریشم، ۲۰۰۸                                   | [ ۹ ]                   |            |            |                          |       |
| ۱۳۸۶                    | مهر هفتم                       | سعید شاپوری                     | تهران، تئاتر شهر، سالن قشقائی                                                     | [ ۱۰۸ ]                 |            |            |                          |       |
| ۱۳۸۷                    | ترمینال                        | سیامک احصایی                    | تهران، تئاترشهر، تالار قشقایی. تماشاخانه روئر آلمان، جشنواره راه ابریشم: سال ۲۰۰۸ | [ ۹ ]                   |            |            |                          |       |
| ۱۳۸۷                    | کوکوی کبوتران حرم              | علیرضا نادری                    | تهران، خانه هنرمندان، تالار بتهوون                                                | [ ۱۰۹ ]                 |            |            |                          |       |
| ۱۳۸۸–۱۳۸۹               | باغ مرگ                        | سیامک احصایی                    | تهران، تماشاخانهٔ ایرانشهر، سالن سمندریان                                          | [ ۱۰ ]                  |            |            |                          |       |
| ۱۳۸۸                    | مادر مانده                     | نیما دهقان، حمید آذرنگ          | تهران، تئاتر شهر، سالن چهارسو. آلمان، تماشاخانه روئر.                             | [ ۱۱۰ ]                 |            |            |                          |       |
| ۱۳۸۹                    | نامه‌هایی به تِب                 | سیامک احصایی                    | تهران، تماشاخانه ایرانشهر                                                         | [ ۱۱ ]                  |            |            |                          |       |
| ۱۳۸۹                    | قاتل بی‌رحم، هسه کارلسون        | مسعود رایگان                    | تهران، تماشاخانه ایرانشهر، سالن سمندریان                                          | [ ۱۲ ]                  |            |            |                          |       |
| ۱۳۸۹                    | شرق شرق است!                   | مسعود رایگان                    | تهران، تماشاخانه ایرانشهر                                                         | [ ۱۳ ]                  |            |            |                          |       |
| ۱۳۹۱                    | پرواز به تاریکی                | افشین هاشمی                     | تهران، تماشاخانه آو                                                               | [ ۱۱۱ ]                 |            |            |                          |       |
| ۱۳۹۴                    | تونل                           | سیامک احصایی                    | تهران، تماشاخانه باران                                                            | [ ۱۴ ]                  |            |            |                          |       |
| ۱۳۹۸                    | مرغ دریایی من                  | کیومرث مرادی                    | تهران، تماشاخانه ایرانشهر                                                         | [ ۱۵ ]                  |            |            |                          |       |

| نمایشنامه‌خوانی (بازیگر) | نمایشنامه‌خوانی (بازیگر)   | نمایشنامه‌خوانی (بازیگر) | نمایشنامه‌خوانی (بازیگر) | نمایشنامه‌خوانی (بازیگر)   | نمایشنامه‌خوانی (بازیگر) |                  |          |               |                 |       |
| سال                     | عنوان                     | نویسنده                 | کارگردان                | محل اجرا                  | منابع                   |                  |          |               |                 |       |
| ----------------------- | ------------------------- | ----------------------- | ----------------------- | ------------------------- | ----------------------- | ---------------- | -------- | ------------- | --------------- | ----- |
| سال                     | عنوان                     | نویسنده                 | کارگردان                | محل اجرا                  | ۱۳۸۱                    | حساب همه چیز شده | بن براون | سیما تیرانداز | تهران، تئاترشهر | [ ۹ ] |
| تا کمرگاه درخت          | پیتر یوستینف              | علا محسنی               | تهران، تئاترشهر         | [ ۹ ]                     | ۱۳۸۱                    |                  |          |               |                 |       |
| ۱۳۸۳                    | کانگورو                   | علیرضا محمدی            | علیرضا محمدی            | تهران، نیاوران، سالن گوشه | [ ۹ ]                   |                  |          |               |                 |       |
| ۱۳۸۷                    | سونامی                    | سعید شاپوری             | سعید شاپوری             | تهران، نیاوران، سالن گوشه | [ ۹ ]                   |                  |          |               |                 |       |
| ۱۳۹۲                    | پایتخت ریودوژانیرو کجاست؟ | نیما دهقانی             | نیما دهقانی             | فرهنگسرای ارسباران        | [ ۱۱۲ ]                 |                  |          |               |                 |       |
| ۱۳۹۴                    | پنج روایت عاشقانه زنانه   | نازیار عمرانی           | نازیار عمرانی           | فرهنگسرای ابن‌سینا         | [ ۱۱۳ ]                 |                  |          |               |                 |       |

## جوایز و نامزدی‌ها
| جشنواره/جشن                                 | سال  | عنوان اثر                        | دسته                       | نتیجه        | منابع   |
| ------------------------------------------- | ---- | -------------------------------- | -------------------------- | ------------ | ------- |
| جشنواره بین‌المللی تئاتر کودک و نوجوان همدان | ۱۳۷۹ | نمایش نمکی                       | جایزه اول بهترین بازیگر زن | برنده        | [ ۹ ]   |
| جشنواره بین‌المللی نمایش‌های آئینی سنتی       | ۱۳۸۲ | نمایش زائر                       | بهترین بازیگر زن           | دیپلم افتخار | [ ۱۱۴ ] |
| جشنواره تئاتر ماه                           | ۱۳۸۳ | نمایش کسی که هیچ‌کس نمی‌دانست کیست | جایزه اول بهترین بازیگر زن | برنده        | [ ۹ ]   |
| جشن خانه تئاتر ایران                        | ۱۳۸۴ | نمایش کبوتری ناگهان              | بهترین بازیگر زن سال       | برنده        | [ ۱۱۵ ] |
| جشن خانه تئاتر ایران                        | ۱۳۸۷ | کوکوی کبوتران حرم                | بهترین بازیگر زن سال       | برنده        | [ ۱۱۶ ] |
| جشنواره بین‌المللی فیلم فجر (دورهٔ سی‌ام)      | ۱۳۹۰ | بوسیدن روی ماه                   | بهترین بازیگر نقش مکمل زن  | نامزدشده     | [ ۱۱۷ ] |
| جشنواره بین‌المللی فیلم فجر (دورهٔ سی و دوم)  | ۱۳۹۲ | امروز                            | بهترین بازیگر نقش مکمل زن  | برنده        | [ ۲۷ ]  |
| جشنواره تلویزیونی جام‌جم (دورهٔ سوم)          | ۱۳۹۲ | قصه‌های من و دوچرخه بابام         | بهترین بازیگر زن           | برنده        | [ ۱۱۸ ] |
| جشن انجمن منتقدان سینما (دوره هشتم)         | ۱۳۹۳ | امروز                            | بهترین بازیگر نقش مکمل زن  | نامزدشده     | [ ۱۱۹ ] |
| جشنواره بین‌المللی فیلم فجر (دورهٔ سی وچهارم) | ۱۳۹۴ | نفس و زاپاس                      | بهترین بازیگر نقش مکمل زن  | برنده        | [ ۱۲۰ ] |
| جشن حافظ (دورهٔ پانزدهم)                     | ۱۳۹۴ | هفت سنگ                          | بهترین بازیگر زن کمدی      | نامزدشده     | [ ۱۲۱ ] |
| جشن حافظ (دورهٔ پانزدهم)                     | ۱۳۹۴ | مدینه                            | بهترین بازیگر زن درام      | برنده        | [ ۱۲۱ ] |
| جشنواره بین‌المللی فیلم فجر (دورهٔ سی و پنجم) | ۱۳۹۵ | آباجان                           | بهترین بازیگر نقش مکمل زن  | نامزدشده     | [ ۲۹ ]  |
| جشن انجمن منتقدان سینما (دوره دهم)          | ۱۳۹۵ | ابد و یک روز                     | بهترین بازیگر نقش مکمل زن  | نامزدشده     | [ ۱۲۲ ] |
| جشن انجمن منتقدان سینما (دوره دهم)          | ۱۳۹۵ | نفس                              | بهترین بازیگر نقش مکمل زن  | برنده        | [ ۱۲۳ ] |
| جشنواره بین‌المللی فیلم فجر (دورهٔ سی ششم)    | ۱۳۹۶ | خجالت نکش                        | بهترین بازیگر نقش اول زن   | نامزدشده     | [ ۱۲۴ ] |
| جشن انجمن منتقدان سینما (دورهٔ یازدهم)       | ۱۳۹۶ | آباجان                           | بهترین بازیگر نقش مکمل زن  | نامزدشده     | [ ۱۲۵ ] |
| جشن انجمن منتقدان سینما (دورهٔ دوازدهم)      | ۱۳۹۷ | خجالت نکش                        | بهترین بازیگر نقش اول زن   | نامزدشده     | [ ۱۲۶ ] |
| جشن انجمن منتقدان سینما (دورهٔ سیزدهم)       | ۱۳۹۸ | شبی که ماه کامل شد               | بهترین بازیگر نقش مکمل زن  | نامزدشده     | [ ۱۲۷ ] |
| جشن حافظ (دورهٔ نوزدهم)                      | ۱۳۹۸ | خجالت نکش                        | بهترین بازیگر زن کمدی      | برنده        | [ ۱۲۸ ] |
| جشن حافظ (دورهٔ بیستم)                       | ۱۳۹۹ | هیولا                            | بهترین بازیگر زن کمدی      | برنده        | [ ۱۲۹ ] |
| جشن حافظ (دورهٔ بیست و سوم)                  | ۱۴۰۳ | شبکه مخفی زنان                   | بهترین بازیگر زن کمدی      | نامزدشده     | [ ۱۳۰ ] |